# Нарынхудукское сельское муниципальное образование
Нарынхудукское сельское муниципальное образование — сельское поселение в Черноземельском районе Калмыкии.
Административный центр — посёлок Нарын Худук.

## География
СМО является крупнейшим по площади в Черноземельском районе. Границы Нарынхудукского СМО установлены Законом Республики Калмыкия «Об установлении границ Нарынхудукского сельского муниципального образования
Республики Калмыкия» от 22 сентября 2003 года № 396-II-З. Поселение граничит на западе — с Комсомольским СМО и Яшкульским районом Калмыкии (Хулхутинское СМО), на севере и востоке — с Астраханской областью, на востоке также граничит с Лаганским районом Калмыкии, на юго-востоке с Артезианским СМО и на юге с Кумским СМО.

### Климат
Климат территории засушливый, резко континентальный. Территория в основном расположена в зоне полупустыни. Температура воздуха имеет редко выраженный годовой ход, продолжительностью тёплого периода 200 дней. Самый жаркий месяц - август. Максимальная температура в 2009 году в августе +44,5 град. Первые заморозки наблюдаются осенью в ноябре месяце, а самые поздние весной в апреле месяце.
Почвы
Почвенный покров комплексный и представлен бурыми полупустынными почвами и песками. На территории повсеместно распространены солонцы и солончаки.

## Население
| 2002 | 2010 | 2011 | 2012 | 2013 | 2014 | 2015 |
| ---- | ---- | ---- | ---- | ---- | ---- | ---- |
| 585  | ↘571 | ↘570 | ↘558 | ↘556 | ↗557 | ↘552 |
| 2016 | 2017 | 2018 | 2019 | 2020 | 2021 |      |
| ↘540 | ↘527 | ↘517 | ↘509 | ↘504 | ↘375 |      |

### Национальный состав
По данным Всероссийской переписи населения 2010 года:
| Национальность | Численность (чел.) | Процентное соотношение |
| -------------- | ------------------ | ---------------------- |
| Калмыки        | 344                | 60,25%                 |
| Чеченцы        | 58                 | 10,16%                 |
| Рутульцы       | 49                 | 8,58%                  |
| Русские        | 40                 | 7,01%                  |
| Даргинцы       | 40                 | 7,01%                  |
| Аварцы         | 16                 | 2,80%                  |
| Казахи         | 11                 | 1,93%                  |
| Другие         | 13                 | 2,28%                  |
| Всего          | 571                | 100,00%                |

## Состав сельского поселения
| № | Населённый пункт | Тип населённого пункта          | Население |
| - | ---------------- | ------------------------------- | --------- |
| 1 | Нарын Худук      | посёлок, административный центр | 380       |
| 2 | Цува             | посёлок                         | 26        |
| 3 | Чапчачи          | посёлок                         | 100       |
| 4 | Шин Тег          | посёлок                         | 64        |

В состав СМО также включено село Басы, однако фактически данное село является административным центром Басинского сельсовета Лиманского района Астраханской области.
Проблема принадлежности села связана с тем, что Указ Президиума Верховного Совета РСФСР от 9 января 1957 года, установивший современные границы Калмыкии не был реализован в полной мере. В соответствии с указом используемые Астраханской областью 390 тыс. га (вместе с поселком Басы) находятся в пределах территории Калмыкии. Следовательно, в соответствии с действующим федеральным и республиканским законодательством астраханским землепользователям надлежит заключить с калмыцкой стороной договора аренды и платить её. Астраханская же сторона продолжает считать выделенные ей в 1940—1950 гг., в период депортации калмыков и ликвидации Калмыцкой АССР, отгонные пастбища принадлежащими области и на этом основании отказывается заключать договоры аренды с калмыцкой стороной и платить ей.

## Транспортная инфраструктура
Через территорию СМО проходит федеральная автодорога Р-263 (Минеральные Воды — Будённовск — Комсомольский — Лагань), восточная граница СМО проходит по железной дороге Кизляр-Астрахань, на северо-востоке по территории СМО проходит автодорога Р-215.